# Hannan
Hannan (阪南市, Hannan-shi) és una ciutat i municipi de la prefectura d'Osaka, a la regió de Kansai, Japó. El nom de Hannan està compost pels kanji de 阪, que és el segon de la paraula Osaka (大阪) i 南 (nan) que vol dir "sud", per tant, el nom de la ciutat en català podira ser "el sud d'Osaka", fent referència a la seua situació geogràfica. A Hannan es troba la popular platja Pichi Pichi beach.

## Geografia
La ciutat de Hannan es troba al sud-oest de la prefectura d'Osaka i està adscrita pel govern prefectural a la regió de Sennan o Izumi sud, en record de l'antiga província. El terme municipal de Hannan limita amb els de Misaki a l'oest i Sennan a l'est, mentres que al nord limita amb la mar de Seto i la badia d'Osaka i al sud limita amb la prefectura de Wakayama.

## Història
Tot i que la ciutat fou fundada el 1991, els poblets i els barris que la formen han existit des del període Nara. Alguns materials i eines fetes de pedra trobades a la zona han determinat que el lloc ja estava habitat com a poc fa 10.000 anys abans de Crist. Igual que les demés ciutats al sud del riu Yamato, la zona va pertànyer a la província d'Izumi des del període Nara fins a principis de l'era Meiji.

## Demografia
| 1920   | 1930   | 1940   | 1950   | 1960   | 1970   | 1980   |
| ------ | ------ | ------ | ------ | ------ | ------ | ------ |
| 9.842  | 11.901 | 13.494 | 16.792 | 21.067 | 28.322 | 42.612 |
| 1990   | 2000   | 2010   | 2020   | 2030   | 2040   | 2050   |
| 54.073 | 58.193 | 56.663 | 51.177 | -      | -      | -      |

## Sector productiu
Les atraccions turístiques són les plantacions de cirerers de Yamanakadani amb la floració com a reclam, la platja de Hakotsukuri, el Santuari de Hata, i les rutes de paisatge urbà històric.
La indústria local es basa en la pesca i agricultura.
La ciutat és coneguda per la seva marca local de sake, Naniwa-masamune, de la qual hi ha una planta elaboradora a la zona d'Ozaki. La ciutat també acull un tipus de wagashi elaborat amb mongetes azuki al vapor conegudes com a Murasame.

## Transport

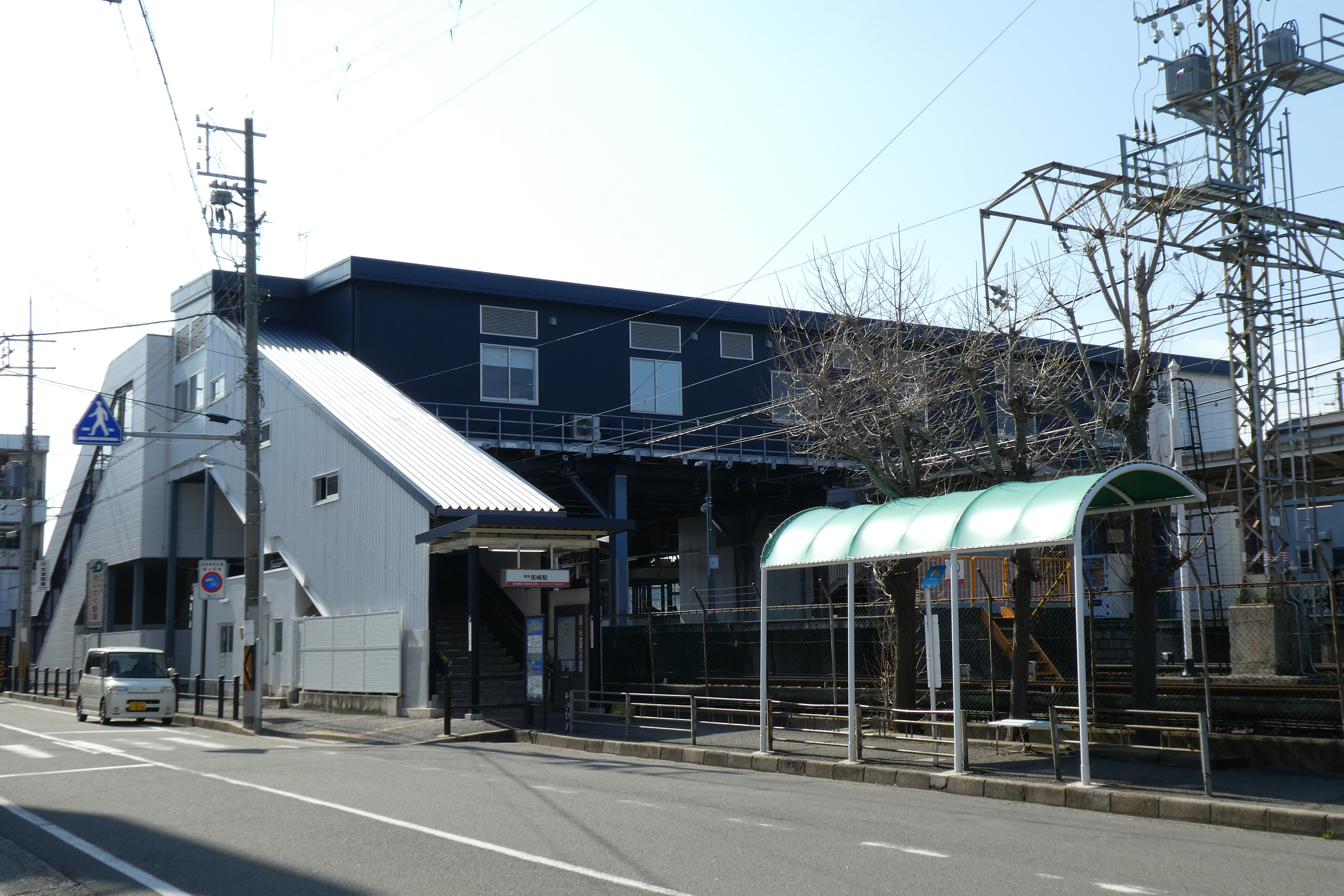
Estació d'Okazaki (2020)

### Ferrocarril
- Companyia de Ferrocarrils del Japó Occidental (JR West)
  - Izumi-Tottori - Yamanakadani
- Ferrocarril Elèctric Nankai
  - Ozaki - Tottorinoshō - Hakotsukuri

### Carretera
- Nacional 26
- Autopista Hanwa, eixida de Hannan.